# Azerbaigian ai XXIV Giochi olimpici invernali
L'Azerbaigian ha partecipato ai XXIV Giochi olimpici invernali, che si sono svolti dal 4 al 20 febbraio 2022 a Pechino in Cina, con una delegazione composta da due atleti, uno per genere, nel pattinaggio di figura. Portabandiera alla cerimonia d'apertura sarà Vladimir Litvintsev.

## Delegazione
| Sport                 | Uomini | Donne | Totale |
| --------------------- | ------ | ----- | ------ |
| Pattinaggio di figura | 1      | 1     | 2      |
| Totale                | 1      | 1     | 2      |

## Risultati

### Pattinaggio di figura
| Evento    | Atleta              | Programma corto | Programma corto | Programma libero | Programma libero | Totale | Totale    |
| Evento    | Atleta              | Punti           | Posizione       | Punti            | Posizione        | Punti  | Posizione |
| --------- | ------------------- | --------------- | --------------- | ---------------- | ---------------- | ------ | --------- |
| Maschile  | Vladimir Litvintsev | 84,15           | 18º Q           | 155,04           | 19º              | 239,19 | 18º       |
| Femminile | Ekaterina Rjabova   | 61,82           | 16ª Q           | 118,15           | 15ª              | 179,97 | 15ª       |